# 박군
박군(본명: 박준우, 1986년 3월 9일 ~ )은 대한민국의 특전사 출신 가수 겸 방송인이다. 《한잔해》, 《유턴하지마》등의 노래로 유명하다.

## 생애
1986년에 울산광역시 언양에서 태어났다. 1991년에 아버지와 어머니가 이혼 후, 어머니 아래서 자랐다. 어머니가 암으로 판정된 후, 중학교 2학년 때부터 중국집 아르바이트를 하며 생계를 책임졌고, 고등학교를 졸업할 즈음부터 직업 군인(육군 부사관)으로 15년간 근무했다. 군 복무 중 어머니는 세상을 떠나고 말았다. 2019년에 트로트 가수로 데뷔하였다.

## 학력
- 언양초등학교 (졸업)
- 언양중학교 (졸업)
- 언양고등학교 (졸업)
- 경북과학대학교 약용식품과 (1학년 자퇴)
- 충북보건과학대학교 창업경영학과 (졸업)
- 청주대학교 국방안보학과 (4학년 자퇴)

## 음반
- 《한잔해》(2019)
- 《유턴하지마》(2021)
- 《아침밥상》(2022)

## 광고
| 브랜드명                      | 모델                  | 분류                 |
| ----------------------------- | --------------------- | -------------------- |
| 청정원 햇살진간장             | 오프라인, 라디오 CM송 | 양조간장             |
| 라쉬반                        | 전속모델              | 속옷                 |
| 서울우유                      | 전속모델              | 유제품               |
| 광동제약                      | 전속모델              | 건강식품             |
| 웰모아                        | 전속모델              | 건강가전             |
| 사랑과선행                    | 홍보모델              | 고령자 헬스케어 사업 |
| 바이탈타임                    | 광고모델              | 건강식품             |
| 블라스트M                     | 홍보모델              | 모바일게임           |
| 24시간 밀키트 편의점 집밥뚝딱 | 전속모델              | 밀키트               |
| 에프킬라                      | CM송, 광고모델        | 살충제               |
| 한마음정육식당                | 광고모델              | 고깃집 창업 식당     |
| 티바두마리치킨                | 전속모델              | 치킨 프랜차이즈      |
| 티나인                        | 전속모델              | 헤어 제품            |
| 홈플러스 신선식품             | 광고모델              | 유통업               |
| 대성쎌틱에너시스              | 광고모델              | 보일러               |
| 액트플러스                    | 광고모델              | 의류 (신발)          |
| 넛츠쉐이크                    | 광고모델              | 견과류 쉐이크        |

## 수상 목록
- 2021년 SBS 연예대상 리얼리티부문 남자 신인상

## 방송

### 2020년
- SBS 《트롯신이 떴다》 - 참가자

### 2021년
- 채널A 《강철부대》 - 고정 출연
- SBS 《정글의 법칙》 - 고정 출연
- SBS 《당신의 일상을 밝히는가》 - 고정 출연
- MBN 《개미랑 노는 베짱이》 - 고정 출연
- SBS 《미운 우리 새끼》 - 고정 출연 (2021년 1월 24일 ~ 2022년 5월 22일, 226회 ~ 293회까지 출연)

### 2022년
- SBS 《공생의 법칙》 - 고정 출연
- JTBC 《아는 형님》 - 게스트
- 채널A 《강철부대 2》 - 고정 출연
- MBN 《알토란》 - 고정 출연
- TV조선 《화요일은 밤이 좋아》 - 게스트
- SBS 《공생의 법칙 2》 - 고정 출연
- 채널A 《강철볼: 피구 전쟁》
- TV조선 《영호남 화합 콘서트》

### 2023년
- KBS 2TV 《생존게임 코드레드》고정출연
- KBS 1TV 《일꾼의 탄생》고정출연
- LG헬로비전 《태군 노래자랑》고정출연
- SBS 《동상이몽 2 - 너는 내 운명》 고정출연
- SBS 《더트롯연예뉴스》고정출연
- MBN 《알토란》고정출연

### 2024년
- SBS 《신발 벗고 돌싱포맨》- 게스트

## 드라마

### 2022년 ~ 2023년
- KBS 2TV 《삼남매가 용감하게》 - 박군 역 (특별출연)

## 유튜브
- 2021년 KBS Entertain <뽕디스파뤼> (국제구호개발 NGO 굿피플) - 게스트
- 2022년 박군의 공식 유튜브 채널 개설 <박꾼> https://www.youtube.com/channel/UCeQ9KKYZ8rJRm8gXBgmGxzg/about